# Cerro Marín
Cerro Marín är en ort i Mexiko.   Den ligger i kommunen San Juan Bautista Valle Nacional och delstaten Oaxaca, i den sydöstra delen av landet, 400 km sydost om huvudstaden Mexico City. Cerro Marín ligger 72 meter över havet och antalet invånare är 769.
Terrängen runt Cerro Marín är huvudsakligen kuperad. Cerro Marín ligger nere i en dal. Runt Cerro Marín är det ganska glesbefolkat, med 47 invånare per kvadratkilometer. Närmaste större samhälle är San Juan Bautista Valle Nacional, 4,2 km sydväst om Cerro Marín. I omgivningarna runt Cerro Marín växer i huvudsak städsegrön lövskog.